# Гранит-Гіллс (Каліфорнія)
Гранит-Гіллс (англ. Granite Hills) — переписна місцевість (CDP) в США, в окрузі Сан-Дієго штату Каліфорнія. Населення — 3267 осіб (2020).

## Географія
Гранит-Гіллс розташований за координатами 32°48′13″ пн. ш. 116°54′20″ зх. д. / 32.80361° пн. ш. 116.90556° зх. д. (32.803567, -116.905652).  За даними Бюро перепису населення США в 2010 році переписна місцевість мала площу 7,38 км², уся площа — суходіл.

## Демографія
Згідно з переписом 2010 року, у переписній місцевості мешкало 3035 осіб у 1032 домогосподарствах у складі 826 родин. Густота населення становила 411 особа/км².  Було 1090 помешкань (148/км²).
Расовий склад населення:
| - 86,2 % — білих - 1,5 % — азіатів - 1,4 % — чорних або афроамериканців - 0,9 % — корінних американців - 0,3 % — вихідців з тихоокеанських островів - 5,2 % — осіб інших рас |

До двох чи більше рас належало 4,5 %. Частка іспаномовних становила 13,2 % від усіх жителів.
За віковим діапазоном населення розподілялося таким чином: 17,7 % — особи молодші 18 років, 63,7 % — особи у віці 18—64 років, 18,6 % — особи у віці 65 років та старші. Медіана віку мешканця становила 47,0 року. На 100 осіб жіночої статі у переписній місцевості припадало 102,1 чоловіків;  на 100 жінок у віці від 18 років та старших — 100,9 чоловіків також старших 18 років.
Середній дохід на одне домашнє господарство  становив 138 172 долари США (медіана — 110 787), а середній дохід на одну сім'ю — 153 987 доларів (медіана — 126 193). За межею бідності перебувало 5,4 % осіб, у тому числі 15,9 % дітей у віці до 18 років та 0,6 % осіб у віці 65 років та старших.
Цивільне працевлаштоване населення становило 1508 осіб. Основні галузі зайнятості: освіта, охорона здоров'я та соціальна допомога — 30,2 %, виробництво — 13,6 %, науковці, спеціалісти, менеджери — 12,4 %.